# Saint-Rémy-aux-Bois
 Saint-Rémy-aux-Bois  là một xã của tỉnh Meurthe-et-Moselle, thuộc vùng Grand Est, đông bắc nước Pháp.